# كلود بورتون (مهندس)
كلود بورتون (بالإنجليزية: Claude Burton)‏ هو مهندس أمريكي، ولد في 5 يوليو 1903، وتوفي في 17 أبريل 1974.

## وصلات خارجية
- كلود بورتون على موقع DriverDB.com (الإنجليزية)